# Талышский свадебный обряд
Талышский свадебный обряд (тал. Tolyšə vəjə) — свадебный обряд проводимый у талышей. Является одним из значимых событий в жизни молодожён, знаменующий создание семьи. Состоит из ряда ритуалов и мероприятий, обязательных к выполнению.

## Выбор невесты
Прежде чем сыграть свадьбу, необходимо определиться с выбором невесты (тал. кинә бәгәм карде). Когда молодому человеку приходит время жениться, его семья ищет потенциальных невест, происходящих из семей, занимающих такое же положение в обществе. Стараются выбирать невесту из своего селения, зачастую среди своих дальних родственниц, в виду того что знают их нрав и семью.

### Һа-не
Первый этап миссии в дом девушки называется «һа-не» — то есть да или нет. Наметив подходящую девушку, родители жениха посылают в дом к ней двух женщин, чтобы разузнать об успехе сватовства. Женщины отправившись в дом девушки не навязчиво пытаются узнать от женщин дома (жены брата матери) отдадут ли девушку за такого-то. Мать невесты, чаще всего, берёт время на обсуждение с отцом невесты ответа. Предложение обсуждается в семье в тайне от посторонних и через какую-нибудь женщину, даётся ответ стороне жениха.

### Гофекәрт
Обычай талышей «гофекәрт» или «гофебыре» («гофе» — колыбель, «быре» — обрезать) заключается в том, что когда мальчик и девочка ещё в колыбели, то их родители договариваются между собой, что когда дети вырастут то их поженят. Родители мальчика дословно «кинә номи гәтедән» называют имя девушки, и названная девушка должна была выйти замуж за этого мальчика. И мальчик был обязан жениться не на другой девушке, а на девушке, названной ему в младенчестве.

## Һоште
«Һоште» («сватать») — обряд сватовства, проводимый в доме у девушки. После получения предварительного согласия относительно выдачи невесты замуж главную роль в процессе сватанья играют дяди жениха и невесты по материнской линии (тал. дај).

### Истихарә
Чтобы провести сватовство необходимо было выбрать для этого события благоприятный  день. Для этого старший в доме жениха шёл к мулле, открывал книгу об успехе деятельности или нет (у талышей это называется «истихарә») и спрашивал совета, в какой день совершить помолвку.
В выбранный день родственники стороны жениха приезжали в дом девушки и происходило официальное получение согласия. Сваты (тал. дајнә) т.е. дяди с обеих сторон обговорив предложение и получив согласие заключают между собой соглашение «кәсимот», которое закрепляется их рукопожатием «дастгәт». «Кәсимот» включает в себя все мелочи предстоящего свадебного мероприятия, и после его заключения гостей угощают сладким чаем, и после подаётся плов и другие блюда.

### Сипиришә пыло
«Сипиришә пыло» в переводе с талышского «плов для старцев». У талышей обязательным праздничным блюдом является плов, и на сватовство после заключения «кәсимот» подаётся плов.
Главной приметой этого является то, что именно здесь на палец девушки надевали обручальное кольцо. Участники собрания хором говорят: «Хыдо мубәрәк быкә» — то есть, да благословит Бог. Традиционно сам жених не участвовал ни в одном из этапов сватовства.
Во время помолвки родственники жениха, приносили подарки «хончә». Важным условием считалось наличие сахарной головы (тал. кәллә ғәнд) при помолвке в виде отдельной «хончи». Сахарную голову девушка приносила с собой, когда переезжала в дом жениха, и хранила дома, пока у неё не родился первый ребенок.
После помолвки талыши стараются не затягивать со свадебными мероприятиями. По традиции пока девушка помолвлена, то сторона жениха направляет в дом невесты подарки на праздники. На Чыла шав направляют в дом невесты Чылә шәлә (хончә) - подарки, обязательно арбуз, сладости. На Ғыбонә ид (Курбан байрам) направляют жертвенное мясо барана. И на праздник Кула шав перед Новрузом направляют хонча с подарками и обязательно с рыбой кутум у которой во рту должно быть золотое кольцо.

## Кинә вәјә

### Вәјәхарҹ
«Кәсимот» также определял расходы (тал. вәјәхарҹ) на проведение девичьей свадьбы (тал. кинә вәјә), которые несла сторона жениха, обеспечивая всем необходимым. Всё необходимое сторона жениха привозила в дом невесты за 10-15 дней до девичьей свадьбы. Ткани для платья и украшения также приносятся в дом невесты и часто в сопровождении музыки.

### Оләтәбырын
«Оләтәбырын» (тал. оләт - одежда, бырын - кроить) — процедура кройки нарядов проводимая за некоторое время до девичьей свадьбы. Подруги невесты и близкие родственники с обеих сторон собираются в доме родителей невесты. На палец невесты торжественно надевают перстень, купленный женихом, и украшают драгоценностями от родственников жениха. Гостям демонстрируют привезённые одежды и драгоценности для невесты. Также происходит кройка первой одежды для невесты. На «оләтәбырын» исполняются талышские хороводные песни халай (тал. Һалај).

#### Кәбин
Во день церемонии «оләтәбырын» заключается «кәбин» религиозная регистрация брака. Жених и невеста с родственниками приходят к ахунду и после получения согласия сторон регистрируется брак.

### Девичья свадьба
«Кинә вәјә» — это девичья свадьба, т.к. у талышей проводится традиционно две свадьбы, т.е. свадьбы жениха и невесты раздельные. Одна свадьба в доме невесты, а другая уже в доме жениха. После кройки нарядов начинается приготовление к девичьей свадьбе. Расходы на девичью свадьбу снова ложатся на сторону жениха. Направленные продукты, вещи и многое другое называется «хырдәбо», «вәјәро». Вечер накануне свадьбы называют «кәләкыштәшәв» (ночь забоя быка). В доме невесты собираются родственники помолвленных и обсуждают организацию мероприятия и распределяют обязанности.
На свадьбе традиционно присутствовали женщины, и музыкантами были тоже женщины. Длиться такая свадьба обычно один день. Свадьба начинается с приходом родственников жениха. При них открывают котёл с пловом, а в ответ представитель жениха дарит подарки (деньги). Первую порцию плова «пылосә» отправляют жениху и его друзьям, которые собираются на мальчишник «зоәсә» в доме жениха.  Для всех гостей же собирается «чоды» специально оборудованная палатка с музыкантами. Гости на свадьбе дарят разные вещи, отец же невесты также старается подарить много важных вещей дочери в приданом.

### Хыјнәрәжон
«Хыјнәрәжон» — особое мероприятие по подготовке невесты для проводов в дом жениха, когда после угощения собравшиеся в доме невесты родственницы накладывают ей на руки и ноги хну (тал. хыјнә). Является заключительным этапом девичьей свадьбы проводимый в доме невесты накануне свадьбы жениха. По традиции, жениху отправляли часть хны, использованной в обряде, проводимом в доме девушки и ему также наносили хну на руки. Этнографические материалы ещё раз подтверждают, что в семейной жизни талышей есть много собственных местных оригинальных традиций.

## Зоә вәјә
«Зоә вәјә» или «Мердә вәјә» — мужская свадьба проводимая в доме жениха. Накануне свадьбы в доме жениха проводится вечер забоя быка «кәләкыштәшәв», куда приглашаются со стороны невесты приглашаются мужчины.

### Вәјәреч
«Вәјәреч» или «кинәро» — приданое невесты. В день свадьбы жениха в первой половине дня в его дом отправляется приданое невесты. Сёстры и близкие подруги тоже отправляются в дом жениха, где они расставляют привезённые вещи и подготавливают комнату молодожёнов. Традиционно приданное девушки включает всё, что облегчит будущую жизнь молодожёнов, поможет им в быту, это - ковры, одеяла, циновки, медная посуда, лампа, сундук и повседневные деревянные предметы.

### Вәју варде
«Вәју варде» — забирание невесты из отцовского дома. Завершив все приготовления к приезду невесты, в сопровождении музыкантов родственники жениха отправляются в дом девушки. Подготовленная к выходу невеста прощается со своею семьёй в отведённой комнате. Брат или дядя жениха входя к ней в комнату проводит обряд завязывание красного пояса (тал. кышти дәвасте) вокруг талии невесты. По обычаю он два раза проводит вокруг талии поясом и на третий раз завязывает. Также после три раза кладёт свою папаху ей на голову. И во время проведения процедуры произносит: «Хыдо бәты хәј быдә, һафт гылә зоә, и гылә кинә» («Да благословит тебя Бог, семь сыновей тебе и одну дочь»). Здесь же мать невесты получала подарок называемый «шытә пул» - плата за материнское молоко. После выводили из дома, сажали на лошадь и в сопровождении родственников и музыкантов, везли в дом жениха.

### В доме жениха
По приезде в дом жениха невесту обсыпали рисом, изюмом и другими сладостями. Преподносили чашу меда, невеста протирала руку, смоченную мёдом, о верхнюю часть двери дома. Мёдом в чаше, данной невесте, затем кормили семерых мальчиков, что выражает идею и желание невесты иметь семерых сыновей. После под ноги к невесте клали стеклянную или глиняную посуду и невеста должна была трижды наступить на эту посуду и разбить её. Перед входом в комнату жениха и невесты, которую специально для них подготовили, невеста должна была три раза пнуть дверь в эту комнату и с третьего раза дверь комнаты открывалась.
Длительность талышской свадьбы зависела от достатка семьи, обычно длилась три дня. В более богатых семьях свадьба продолжалась 7 дней и 7 ночей. Каждый день имел свои обычаи, традиции. На таких свадьбах, помимо таких мероприятий, как «Дәчыкије» (борьба) и «Аспәтожнә» (скачки), особое место отводилось проведению ряда народных игр. Сопровождали свадьбы, обычно, местные музыканты.

## Серужә
После мужской свадьбы в доме жениха невеста не имеет права три дня выходить из своей комнаты, когда в доме находятся мужчины. Через три дня проводится церемония «серужә» (три дня) — родственники невесты с подарками приходят проведать её. Невесту торжественно представляли отцу и братьям жениха. Но даже после представления её родственникам мужского пола, невеста не имела право ходить дома и во дворе с открытым лицом и непокрытой головой. По талышской традиции женщины закрывали нижнюю часть лица платком (тал. јашмәғ). На «серужә» свекровь должна была сопроводить невестку до реки или колодца, чтобы невестка набрала воды.
После свадьбы наступает этап ожидания первенца, мать невесты особенно к этому готовится, т.к. на неё возлагается счастливая обязанность преподнести «гофе-гушә» (постельный комплект) новорождённому и подарки для невесты.